# Henri Desclez
Henri Desclez, né le 5 novembre 1942 à Braine-le-Comte (province de Brabant) et mort le 28 mars 2023 à Sherbrooke, est un peintre et auteur de bande dessinée belge installé au Québec.

## Biographie
Henri Desclez naît le 5 novembre 1942 à Braine-le-Comte,. Henri Desclez a participé de diverses manières à l'histoire de la narration dessinée au XXe siècle, puisqu'il fut illustrateur et auteur notamment dans Pilote, Tintin et Spirou, responsable éditorial et co-auteur d'une adaptation en bande dessinée de San-Antonio, rédacteur en chef de Tintin, fondateur des éditions PAF, directeur et éditeur du groupe Sogides, dessinateur et producteur de nombreux dessins animés. Il se consacre aussi à la peinture.

### Les débuts en Belgique
Henri Desclez étudie à l'Académie des Beaux-Arts de Bruxelles. Il fait ses débuts en bande dessinée en 1967 avec le scénariste Michel Noirret, travaillant pour le journal Pilote jusqu'en 1968. En 1969, il joint Le Soir-Jeunesse qu'il dirige et travaille avec André-Paul Duchâteau sur la série Mycroft et Klaxon. Pour ce même supplément, il illustre Le Tailleur de Londres et Les Mystères de Bruges, sous le pseudonyme de Hapic. Toujours avec Duchâteau, il illustre Saint Fauston dans Tintin en 1969 et Richard Bantam avec l'épisode La Planète des réprouvés — un récit de science-fiction — pour Spirou en 1970. La série sera reprise plus tard par Henri Decoster.

### Les studios Desclez
En 1972, il fonde les studios Desclez et adapte la série San-Antonio, co-illustrée par Franz et publiée par Fleuve Noir. La même année, il devient l'éditeur en chef de l'édition belge du magazine Pilote.

### Rédacteur en chef deTintin
Après être entré au conseil de rédaction du Lombard en septembre 1974, le mois suivant, il succède à Michel Greg pour l'édition belge du Journal Tintin. Confronté à une baisse des ventes qui souffre de la diffusion en albums, il doit se borner à écouler les réserves. Il supprime les rubriques rédactionnelles pour exégètes ainsi que le courrier des lecteurs pour faire place à des dossiers servant de documentation scolaire. Préférant Jonathan à Corto Maltese, il publie les planches de Cosey qu'il avait déjà rencontré en 1969. Il y illustre également les séries Les Chroniques du Griffon noir qui se déroulent dans une atmosphère fantasmagorique scénarisé par J. Daniel, mise en couleurs par Jacques Kievits en juillet 1975,. C'est dans le numéro 38 du 16 septembre 1975 que la véritable nouvelle mouture du journal prend forme. En octobre 1975, il supprime les séries qui ne fonctionnent pas pour faire place aux nouveautés. Il introduit les maxi-posters, Charabia de Hulet — issu de son studio — et Beany le raton de Bédu en décembre de la même année en attendant Comès et Eddy Ryssack. En janvier 1976, Tintin a enrayé la baisse des ventes et retrouve sa place de leader sur le marché. En avril 1976, il abandonne Mycroft et Klaxon pour commencer Gaspard le Balois, une série mêlant l'historique et le fantastique mettant en scène un personnage suisse, tout en introduisant dans le journal Tom Applepie de Benn et Vicq. Il quitte cette fonction en novembre 1976.

### Arrivée au Québec
En 1976, il émigre au Québec et se joint aux éditions Héritage. Il participe avec la scénariste Andrée Brault à la création de la série mensuelle Brisebois et compagnie. L'année suivante, on lui propose deux nouvelles séries bimestrielles, Nic et Pic coscénarisé avec son épouse Andrée Brault, publiée dans Photo Journal  et Monsieur Tranquille, cette dernière faite en collaboration avec le scénariste Claude Leclerc. Après quatre ans aux éditions Héritage, il fonde sa propre maison d'édition, Productions PAF Loisirs, où il développe entre autres des produits dérivés de Tintin, Gaston Lagaffe, Goldorak et des Schtroumpfs.
Dans les années 1980, il fonde un nouveau studio et produit la série éducative Les Mics et les Micquettes. Il abandonne ensuite la bande dessinée pour se consacrer à l'animation puis à la peinture.

#### Producteur de séries de télévision
En 1991, il fonde Desclez Productions et produit des émissions de télévision des séries de marionnettes: Iris, le gentil professeur — pour laquelle, il est nommé aux CableACE Awards en 1995 —, Cocotte-minute en 1993 et Petite étoile de 1995 à 1997,. À ce moment, sa compagnie est acquise par Malofilm. En 1999, il produit une autre émission, L'île de la tortue, aux Productions Mimosa,.
La B.D. influence son œuvre de peintre, et ses toiles, réalisées dans un langage pictural brueghélien, sont parfois même engagées (11 septembre, Bagdad, Super Doc).

### Vie privée
Henri Desclez demeurait à West Brome et il était le compagnon de Louise Daniel jusqu'à son décès subit le 28 mars 2023, à 80 ans comme nous l'apprennent son site officiel et son compte Facebook.

### Décès
Desclez meurt le 28 mars 2023 à Sherbrooke, à l'âge de 80 ans.
ses restes ont été incinérés.

## Œuvres

### Albums de bande dessinée
- Henri Desclez présente Québec humour, Henri Desclez, Toufik, Raymond Parent, Michel Ruest, Robert Schoolcraft, Serge Ferrand et Daniel St-Pierre, Éditions Héritage, 1978
- Brisebois et compagnie, (Illustrations : Henri Desclez ; textes : Andrée Brault), Éditions Héritage, 1978

### Expositions
- Quatre dessinateurs belges, Maison de la Culture d’Amiens, du 8 octobre au 5 novembre 1975[19] ;
- Mythic Origins, Agora Gallery, New-York, 2006[19] ;
- Encadrex présente Henri Desclez, Loft-Galerie Encadrex, Montréal, 2010[23],[24] ;
- , Henri Desclez, Galerie Jamault, Paris, du 14 septembre 2012 au 15 octobre 2012[25].

## Réception

### Prix et distinctions
- 1995  Nomination aux CableACE Awards pour Professor Iris: Creepy Critters (1994)[26].

### Postérité
Pour Patrice Dard, écrivain

« Sans jamais se départir d’un puissant impact décoratif, les tableaux de H.D. nous entraînent dans un entrelacs de plantes pétrifiées, bien qu’éclatantes de couleurs, aux volutes voluptueuses, aux gueules délicieusement carnivores. En vérité, son univers nous montre le paradis, le vrai, le paradis sur terre, celui au sein duquel chaque homme se débat et tente d’apaiser les flammes de l’enfer qui le dévore. H.D. ?  Un peintre important, une œuvre majeure. »

#### Livres
: document utilisé comme source pour la rédaction de cet article.
- Henri Filippini, Dictionnaire de la bande dessinée, Paris, Bordas, 1989, 731 ; 27 cm, ill. (ISBN 2-04-018455-4, OCLC 1244909550, BNF 35065653, présentation en ligne), p. 466, 610.
- Jean-Louis Lechat, Un demi-siècle d’aventures t. 2 : 1970 - 1996, Bruxelles, Le Lombard, 5 décembre 1996, 224 p., ill. ; 31 cm (ISBN 280361233X, OCLC 37995939, BNF 37539082, présentation en ligne), p. 37, 38, 40, 41, 43, 44, 46, 48, 50, 51, 52. .
- Jean Pirotte (dir.) et Luc Courtois, Du régional à l'universel. : L'imaginaire wallon dans la bande dessinée., Louvain-la-Neuve, Fondation wallonne Pierre-Marie et Jean-François Humblet, 1999, 310 p. (ISBN 978-2-9600072-3-7 et 2960007239, OCLC 1075833932), p. 218 lire sur Google Livres
- Patrick Gaumer, « Desclez, Henri », dans Dictionnaire mondial de la BD, Paris, Larousse, 2010, 953 p., ill. ; 27 cm (ISBN 978-2-0358-4331-9 et 2-0358-4331-6, OCLC 920924930, présentation en ligne), p. 247-248. .
- Philippe Mellot, Michel Denni, Laurent Turpin et Isabelle Morzadec, Trésors de la bande dessinée : BDM 2021-2022 - Catalogue encyclopédique et Argus, Paris, Les Arènes, novembre 2020, 22e éd., 1700 p., ill. ; 23 cm (ISBN 9791037502582, OCLC 1240308146, présentation en ligne), p. 739, 762, 776. .

#### Périodiques
- Henri Desclez (interviewé par André Leborgne), « interview », Ran Tan Plan, no 17,‎ 1970.
- Jean-Pol Stercq, « La Galerie-photo de Tintin », Tintin, Le Lombard, no 7,‎ 1975.